# Sverker Jern
Sverker Jern född 1954, är en svensk läkare och professor vid avdelningen för molekylär och klinisk medicin vid Institutionen för medicin vid Göteborgs universitet.
Jern disputerade 1982 på en avhandling om samspelet mellan psykologiska och fysiologiska orsaker till högt blodtryck.
Jerns publicering har (2023) enligt Scopus närmare 6 000 citeringar och ett h-index på 41. Han har även utgivit tillämpade handböcker inom flera områden.